# Filmes de 1958 da Republic Pictures

## Introdução
Em 1958, a Republic Pictures lançou quinze produções.
Neste que foi o seu penúltiumo ano como estúdio ativo, a Republic efetivamente produziu apenas três filmes. Outros dois eram versões reduzidas dos seriados Flying Disc Man from Mars e Zombies of the Stratosphere. O restante, como já vinha acontecendo há tempos, era constituído por películas feitas por companhias norte-americanas com quem ela possuía acordos para distribuição e produções inglesas.

## Prêmios Oscar
Trigésima primeira cerimônia, com os filmes exibidos em Los Angeles no ano de 1958.
| Nenhuma produção recebeu quaisquer indicações |
| --------------------------------------------- |

## Filmes do ano
| Título original              | Título PT/BR                  | Título PT/PT              | Astros                         | Diretor            | Gênero            |
| ---------------------------- | ----------------------------- | ------------------------- | ------------------------------ | ------------------ | ----------------- |
| Girl in the Woods            | A Garota da Floresta          |                           | Forrest Tucker, Margaret Hayes | Tom Gries          | Drama             |
| International Counterfeiters | ... E Tudo Indica Berlim      | As Pistas Chegam a Berlim | Gordon Howard, Irina Garden    | Franz Cap          | Policial          |
| Invisible Avenger            |                               |                           | Richard Derr, Mark Daniels     | James Wong Howe    | Mistério          |
| Juvenile Jungle              |                               |                           | Corey Allen, Rebecca Welles    | William Witney     | Policial          |
| Man or Gun                   | Gatilho Implacável            |                           | Macdonald Carey, Audrey Totter | Albert C. Gannaway | Faroeste          |
| The Man Who Died Twice       | O Homem Que Morreu Duas Vezes |                           | Rod Cameron, Vera Ralston      | Joseph Kane        | Drama             |
| Missile Monsters             |                               |                           | Walter Reed, Lois Collier      | Fred C. Brannon    | Ficção Científica |
| No Place to Land             | Morrendo como Homem           |                           | John Ireland, Mari Blanchard   | Albert C. Gannaway | Drama             |
| The Notorious Mr. Monks      | Inferno de Paixões            |                           | Vera Ralston, Don Kelly        | Joseph Kane        | Drama             |
| Outcasts of the City         |                               |                           | Osa Massen, Robert Hutton      | Boris L. Petroff   | Romance           |
| Satan's Satellites           |                               |                           | Judd Holdren, Aline Towne      | Fred C. Brannon    | Ficção Científica |
| Scotland Yard Dragnet        |                               |                           | Roland Culver, Patricia Roc    | Montgomery Tully   | Policial          |
| Strange Case of Dr. Manning  | Trama Sangrenta               |                           | Ron Randell, Greta Gynt        | Arthur Crabtree    | Mistério          |
| Street of Darkness           |                               |                           | Robert Keys, John Close        | Robert Walker      | Aventura          |
| Young and Wild               | Jovens e Selvagens            |                           | Gene Evans, Scott Marlowe      | William Witney     | Policial          |